# Myrmecium aurantiacum
Myrmecium aurantiacum är en spindelart som beskrevs av Mello-Leitao 1941. Myrmecium aurantiacum ingår i släktet Myrmecium och familjen flinkspindlar. Inga underarter finns listade i Catalogue of Life.